# Березень 2005

## Події

### 2 березня
Знайдено людей, причетних до вбивства Георгія Ґонґадзе. Один з них — генерал МВС, інші 2 — полковники. Прізвища знайдених невідомі.
Президент повідомив, що справу можна називати розкритою, і що зараз головне його завдання — це знайти замовників вбивства.
Протягом дня в ЗМІ були припущення, що знайдено і голову вбитого журналіста, але ввечері стало відомо, що голову досі не знайдено, але «поки що не знайдено». Тобто, можна робити висновки, що голову теж знайдуть.

### 3 березня
- 100 днів назад почалася Помаранчева революція
- Затверджені офіційні портрети Президента України. [недоступне посилання з серпня 2019] [недоступне посилання з серпня 2019]
- Олександр Мороз вважає, що колишньому охоронцю Леоніда Кучми майору Мельниченку не потрібно повністю оприлюднювати записи розмов колишнього Президента. Володимир Литвин вважає інакше.
- Гурт «Ґринджоли» отримує десятки запрошень до співпраці від стилістів, режисерів та продюсерів. Але виступ гурту на Євробаченні знаходиться під загрозою зриву, тому, що пісня «Разом нас багато» — рімейк, а також має політичну ознаку, що заперечує правилам конкурсу.

При підготовці хроніки була використана інформація 5 каналу, сайтів korespondent.net та Майдан [Архівовано 6 квітня 2007 у Wayback Machine.]

### 5 березня
- Леонід Кучма повернувся до України і готовий свідчити по справі Ґонґадзе.
- Оприлюднено зміст передсмертної записки Юрія Кравченка (подробиці).
- Створено партію «Народний союз „Наша Україна“». Почесний голова — Віктор Ющенко, голова ради партії — Роман Безсмертний.

### 6 березня
- Удова Юрія Кравченка звинувачує деяких політиків і особисто Григорія Омельченка в смерті свого чоловіка. Ніби саме Григорій Омельченко своїми заявами протягом багатьох місяців чинив тиск на її чоловіка і це призвело до того, що сталося…
- Державний комітет статистики зробив висновок, що доходи громадян України у січні 2005 року зросли. З урахуванням інфляції, в порівнянні з січнем 2004, доходи зросли приблизно на 40%.
- Папа Римський Іоанн Павло ІІ помахом руки благословив католиків, що зібралися під стінами римської клініки Джемелі. Жодного звуку Папа не вимовив.
- Вибори в парламент Молдавії відбулися, їх визнав ЦВК країни. За даними екзит-полів на виборах перемагають комуністи (близько 42%), молдавські демократи отримали близько 28%.

### 7 березня
- Опублікована поема Юрія Андруховича, в якій головну роль відіграє Стас Перфецький. Поема «Стас Перфецький повертається в Україну! [Архівовано 22 березня 2005 у Wayback Machine.]» вперше зазвучала на презентаціях нового альбому Андруховича & Co «Андрухоїд Плюс».
- Донька Юрія Кравченка спростувала повідомлення про звернення її матері до Генеральної прокуратури з приводу доведення Юрія Кравченка до самогубства. (korespondent.net)
- Агенція Інтерфакс-Україна [Архівовано 30 листопада 2020 у Wayback Machine.] повідомляє, що українці стали більше платити за комунальні послуги. Плата підвищилася на 1,42% порівняно з січнем 2004 року. (korespondent.net)
- Кучма стверджує, що Кравченко не міг віддати злочинного наказу за будь-яких умов. Коментуючи передсмертну записку колишнього голови МВС, колишній Президент сказав: «Він відповів на запитання, що він не винуватий. Я це підтверджую». Ці заяви Леонід Кучма зробив під час прощання з Юрієм Кравченком. (korespondent.net)

### 8 березня
- Результати матчів-відповідей 1/8 Ліги Чемпіонів: Ліон* — Вердер 7:2, Мілан* — Манчестер Юнайтед 1:0, Челсі* — Барселона 4:2

* — Команда перейшла до наступного кола. (uasport.net[недоступне посилання з вересня 2019])
- Майор Мельниченко в інтерв'ю польській газеті «Gazeta Wyborcza» сказав, що передав всі матераіли з приводу вбивства Георгія Ґонґадзе віце-прем'єр-міністру з гуманітарних питань Миколі Томенку. (Майдан [Архівовано 9 березня 2005 у Wayback Machine.])
- Офіцерам Міністерства внутрішніх справ, підозрюваним у скоєнні вбивства журналіста Георгія Ґонґадзе, пред'явлені офіційні обвинувачення. Про це повідомив, перебуваючи у Німеччині, Президент України В.Ющенко. (Майдан [Архівовано 9 березня 2005 у Wayback Machine.])
- Вбито чеченського польового командира та міжнародного терориста Аслана Масхадова. Це сталося під час спецоперації в селищі Толстой-Юрт. (NewsRu.com [Архівовано 30 червня 2015 у Wayback Machine.])
- Сьогодні розпочинається візит Президента України до Німеччини. Під час цього візиту планується взяти кредит розміром 2 млрд доларів. (Майдан [Архівовано 9 березня 2005 у Wayback Machine.])

### 9 березня
- Результати матчей-відповідей 1/8 Ліги Чемпіонів. Арсенал — Баварія* 1:0, Байєр — Ліверпуль* 1:3, Монако — ПСВ* 0:2, Ювентус* — Реал Мадрид 2:0 (після додаткового часу).

* — команда перейшла до наступного кола.
- Минулого тижня прем'єр-міністр України підписала документ, в якому розділяються повноваження першого віце-прем'єр-міністру та віце-прем'єр-міністрів. (Майдан [Архівовано 11 березня 2005 у Wayback Machine.])
- Юлія Тимошенко обіцяє, що зміни до Митного кодексу будуть прийняті вже в середині наступного тижня — 15-16 березня. (korespondent.net)
- Сьогодні була підписана угода, яка припиняє дію квот на торгівлю текстильною продукцією між Україною та Європейським Союзом. «Попри те, що кількісні обмеження було скасовано ще на початку 2001 року, угода припиняє дію вимог на ліцензування імпорту й експорту всіх видів текстильної продукції», — зазначено в повідомленні Єврокомісії. (korespondent.net)
- Завтра у Києві відбудеться судове засідання, яке поставить крапку в історії з тренером української збірної з футболу Олегом Блохіним. Олег Блохін займає дві посади одночасно — тренерську і депутатську в Верховній Раді, а це заборонено чинним законодавством. Але прес-секретар української національної команди вважає, що відсторонення від тренерської діяльності, скоріш за все, не станеться, тому, що її можна розцінювати як викладацьку, і це дозволено законодавством. (korespondent.net)
- 30 квітня цього року в нью-йоркському «Медісон Сквер Гарден» все ж таки відбудеться бій між Віталієм Кличко та Хасімом Рахманом. Проведення бою було під загрозою зриву, але сьогодні стало відомо що менеджер Рахмана знайшов згоди з промоутером боксера Доном Кінгом. Спеціалісти пов'язують згоду Дона Кінга з тим, що WBC може примусити боксера вийти на ринг, але тоді Рахман отримав би менше грошей від проведення. Крім того, нещодавно стало відомо про можливість проведення двобою з іншим суперником — Монте Барретом. (korespondent.net)
- Печерський місцевий суд Києва заарештував 100% акцій київського футбольного клубу «Динамо», заборонив вносити зміни до установчих документів клубу, а також проводити загальні збори акціонерів. Арешт акцій забороняє проводити з ними будь-які дії. Раніше Печерський суд скасував запобіжний захід у вигляді арешту 98,71% акцій ФК «Динамо». (korespondent.net)
- Прем'єр-міністр України обіцяє підвищення пенсій. Мінімальна пенсія буде складати 332 гривні (зараз 284) і буде дорівнювати прожитковому мінімуму для непрацездатних осіб. Середня пенсія підвищиться до 383 гривень (зараз 315). Разом з підвищенням відбудеться і диференціація пенсій — зараз однакову пенсію отримують 83% пенсіонерів, а після прийняття змін до бюджету України 2005 року цей показник знизиться до 44%. (korrespondent.net [Архівовано 29 вересня 2007 у Wayback Machine.])
- Ющенко: «Україна сподівається увійти в ЄС, як асоційований член союзу, до 2007 року». Цю заяву Президент України зробив під час виступу в німецькому парламенті. (korespondent.net)

### 10 березня
- В рамках 1/16 Кубка УЄФА український футбольний клуб «Шахтар» у себе вдома програв голландському клубу «Алкмаар» з рахунком 1:3.
- Тимошенко: Усі міністри подали заяви про складення депутатських повноважень. (korespondent.net)
- При Кабінеті Міністрів України створено Раду імпортерів. Одним з її завдань є підготовка рекомендацій щодо формування економічної політики держави у сфері здійснення імпортних операцій. (korespondent.net)
- Сьогодні слідчі МВС визнало факт стеження за Георгієм Ґонґадзе. Хоча і надто пізно. (korespondent.net)
- Заступник міністра внутрішніх справ Геннадій Москаль повідомив, що заворушення під будівлею ЦВК фінансував брат колишнього віце-прем'єр-міністра Сергій Клюєв. Крім того, на прес-конференції була показана плівка, яка фіксує напад злочинців на прихильників Віктора Ющенка.[1]
- З мисливської рушниці застрелився колишній голова Баштанської райадміністрації Миколаївської області Володимир Артеменко. На початку березня він був звільнений указом Президента. (korespondent.net)
- Американській Фонд бібліотеки імені Джона Кеннеді присудив Віктору Ющенку щорічну нагороду «За мужність».[2]

### 11 березня
- В Секретаріаті Президента вже працюють випускники Оксфорду та Гарварду. Але їх посади та імена невідомі.[3]
- Племінник Віктора Ющенка вже у владі — він заступник харківського губернатора. (Українська Правда [Архівовано 15 березня 2005 у Wayback Machine.])
- Прем'єр-міністр запропонувала ДПАУ знизити податки і скасувати ПДВ. Рішення буде обговорено і потім прийнято… чи не прийнято. (Майдан [Архівовано 9 березня 2016 у Wayback Machine.])
- Заступник Державного секретаря України Василь Кремінь подав у відставку. (Майдан [Архівовано 27 травня 2005 у Wayback Machine.])
- Гурт «Гринджоли» буде знятий з конкурсу «Євробачення», якщо до 21 березня не внесе змін до тексту пісні «Разом нас багато».[4]
- Юлія Тимошенко обіцяє припинити політичні репресії, які зараз відбуваються і з боку старої влади, і з боку нової. За словами пані Тимошенко це відбудеться в найближчі 2-3 дні.[5]
- Рік тому в Мадриді (Іспанія) відбувся найбільший теракт в європейській історії. Тоді загинули 190 осіб, постраждали близько 1800[6].

### 13 березня
- Парламентські вибори у Ліхтенштейні.

### 21 березня
- Розпочали свою роботу українські ВікіНовини.

## Культурні події місяця

### Київ
- 14 березня: Вистава «Критичні дні» театру-студії «Арабески»

### Дніпропетровськ
- 2 — 19 березня: Фотовиставка Марка Мілова
- 3 — 19 березня: Виставка Георгія Холода
- 5 — 20 березня: Фотовиставка Олега Павлюченкова

## Померли
- 4 березня — Кравченко Юрій Федорович
- 8 березня — Аслан Масхадов
- 10 березня — Артеменко Володимир Федорович
- 10 березня — Вільям Мюррей